# Gustavo Vargas López
Gustavo Vargas López (n. La Piedad, Michoacán; 24 de enero de 1955) es un exfutbolista y entrenador mexicano. Fue director técnico de la Selección de fútbol de México en el año de 1999, jugando los partidos de México 3 - Egipto 0 y el empate contra Hong Kong en la Copa Carlsberg. El mismo año en que se retiró fue director técnico de Pumas ENEP, de 1989 a 1991. Además, fue visor de la Federación Mexicana de Fútbol de 1992 a 1993, pues dejó el cargo para ser entrenador del Club Deportivo Irapuato de la Primera División A.
Como auxiliar técnico de Luis Fernando Tena fue campeón en el Torneo de Invierno 1997. Nuevamnente regresó a la FEMEXFUT como coordinador de selecciones menores junto con Manuel Lapuente por lo que fue designado entrenador de la Selección Preolímpica en Hershey, Estados Unidos.
En el Club de Fútbol Atlante fue auxiliar técnico de Manuel Lapuente en 2000; entrenador del Puebla Fútbol Club en el Apertura 2002; auxiliar técnico de Luis Fernando Tena en Cruz Azul para el Apertura y Clausura 2004; auxiliar técnico de Miguel España en el Club Universidad Nacional para el Apertura 2005 y Clausura 2006. En 2009, fue auxiliar de Luis Flores en los Tiburones Rojos de Veracruz. Por breve tiempo, Vargas fue coordinador de las selecciones nacionales de Guatemala.

## Clubes como jugador
- Club Universidad Nacional (1978-1983)
- Cruz Azul (1983-1985)
- Club de Fútbol Atlante (1986-1988)
- Tigres de la UANL (1988-1989)